# Eumaios

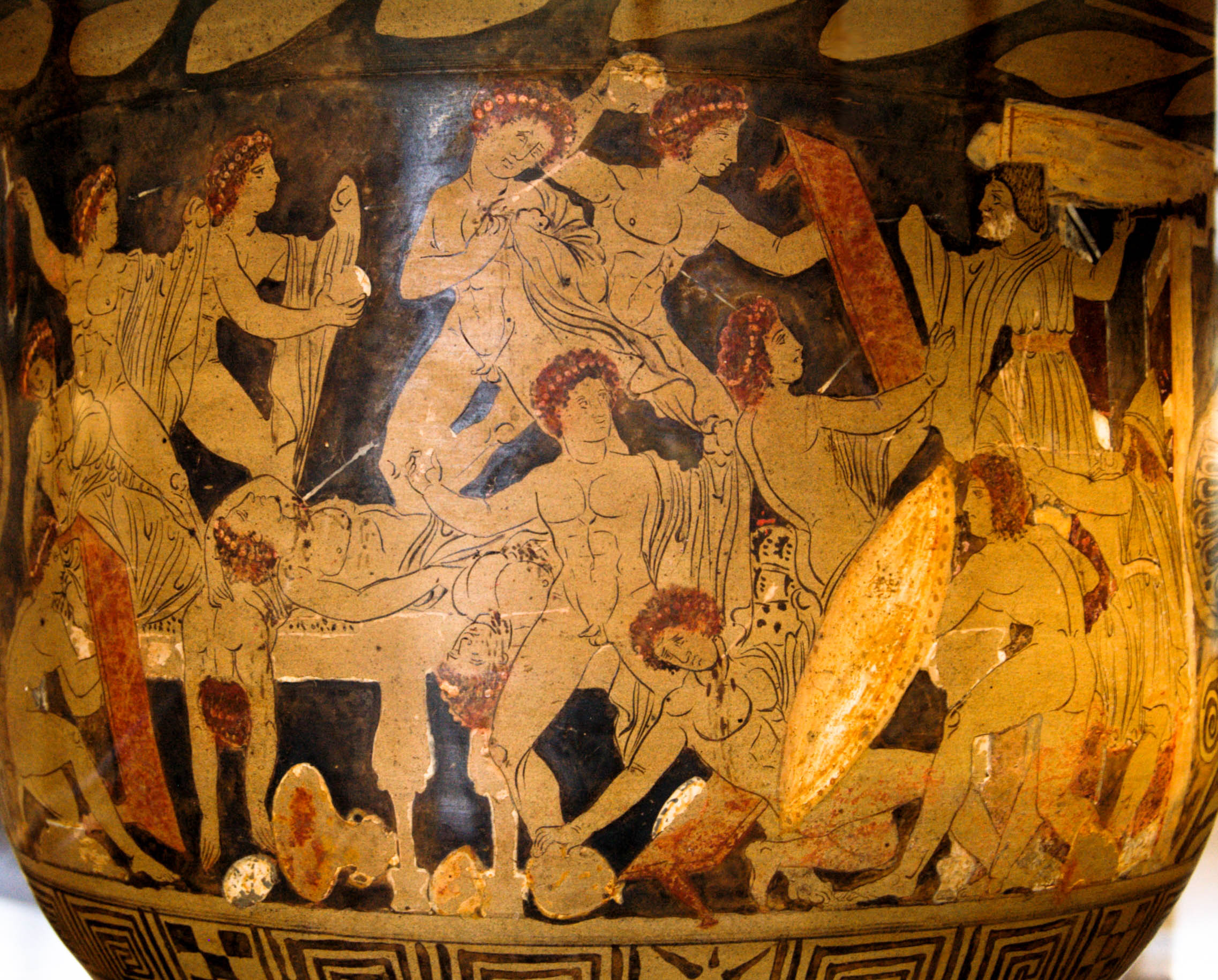
Eumaios rechtsboven afgebeeld.

Eumaios (in Latijnse spelling Eumaeus) is een personage uit de Odyssee van Homerus. Hij is daarin een trouwe dienaar van de hoofdpersoon, Odysseus.
Eumaios was de zoon van koning Klesios van het eiland Syra. Hij werd door een verliefde Fenicische slavin ontvoerd, maar zij overleed tijdens de reis. Eumaios werd verkocht aan Odysseus' vader Laërtes, aan wiens hof op Ithaka hij samen met Odysseus’ jongere zus Ktimena opgevoed werd.
Later werd hij de varkenshoeder van Odysseus. Toen deze jarenlang afwezig was vanwege de Trojaanse oorlog (beschreven in de Ilias) en zijn moeizame terugreis (de Odyssee), bleef Eumaios dit beroep uitoefenen. Eindelijk terug op Ithaka werd Odysseus eerst door Eumaios opgevangen. Die herkende zijn vroegere meester weliswaar niet, maar Eumaios was gastvrij zoals tegenover elke gast. Later hielp hij Odysseus bij het herstel van zijn macht.
- Bibliothèque nationale de France: cb15082829x (data)
- Système universitaire de documentation: 23833256X
- Virtual International Authority File: 422157342860810100008